# 山田滋
山田 滋（やまだ しげる、1923年（大正12年）9月26日 - 2002年（平成14年）2月3日）は日本の自治官僚。沖縄開発事務次官、全国市議会議長会事務総長、危険物保安技術協会理事長などを歴任。

## 来歴
愛知県出身。東京帝国大学法学部政治学科卒業。高等試験行政科試験に合格。1947年 厚生省入省。労政局配属。1970年7月 消防大学校長。1971年9月 消防庁次長。1974年4月 沖縄開発庁総務局長。1976年4月2日 沖縄開発事務次官。1977年7月1日 退官。同年8月 全国市議会議長会事務総長。1981年8月 危険物保安技術協会理事長。

### 略歴
- 1947年12月：厚生省入省。労政局配属[3]。
- 1959年：佐賀県総務部長。
- 1963年：佐賀県副知事。
- 1965年：消防庁総務課長。
- 1968年8月：地方職員共済組合事務局長。
- 1970年7月：消防大学校長。
- 1971年9月：消防庁次長。
- 1974年4月：沖縄開発庁総務局長。
- 1976年4月2日：沖縄開発事務次官。
- 1977年7月1日：退官。